# 奥谷信彦
奥谷 信彦（おくたに のぶひこ、1979年5月21日 - ）は、日本の元男子バレーボール選手。

## 来歴
奈良県大和郡山市出身。友人に誘われて、片桐小学6年（片桐VBC）よりバレーボールを始める。
郡山南中学校から大商大高校、大阪商業大学を経て、大学卒業後の2002年にNECブルーロケッツへ入団した。大学時代はミドルブロッカーだったが、NEC入団後にレフトにポジションを転向した。
2003年アジア太平洋カップにおいて、日本代表としてプレーした。
2009年5月、NECの無期限休部に伴い、現役引退した。
2024年現在はNECレッドロケッツアカデミーのスタッフとしてバレーボールの指導を行っている。

## 所属チーム
- 大商大高校
- 大阪商業大学
- NECブルーロケッツ（2002-2009年）